# العلاقات الجنوب سودانية الكينية
العلاقات الجنوب سودانية الكينية هي العلاقات الثنائية التي تجمع بين جنوب السودان وكينيا.

## مقارنة بين البلدين
هذه مقارنة عامة ومرجعية للدولتين:
| وجه المقارنة                                              | جنوب السودان                  | كينيا                         |
| --------------------------------------------------------- | ----------------------------- | ----------------------------- |
| المساحة (كم2)                                             | 619.75 ألف                    | 581.31 ألف                    |
| عدد السكان (نسمة)                                         | 12.58 مليون                   | 48.47 مليون                   |
| الكثافة السكانية (ن./كم²)                                 | 20.3                          | 83.38                         |
| العاصمة                                                   | جوبا                          | نيروبي                        |
| اللغة الرسمية                                             | لغة إنجليزية                  | اللغة السواحلية، لغة إنجليزية |
| العملة                                                    | جنيه جنوب سوداني، جنيه سوداني | شيلينغ كيني                   |
| الناتج المحلي الإجمالي (بليون دولار)                      | 2.90 مليار                    | 74.94 مليار                   |
| الناتج المحلي الإجمالي (تعادل القوة الشرائية) بليون دولار | 22.88 مليار                   | 142.24 مليار                  |
| الناتج المحلي الإجمالي الاسمي للفرد دولار أمريكي          | 73                            | 1.38 ألف                      |
| الناتج المحلي الإجمالي للفرد دولار أمريكي                 | 2.02 ألف                      | 2.95 ألف                      |
| مؤشر التنمية البشرية                                      | 0.467                         | 0.548                         |
| رمز المكالمات الدولي                                      | +211                          | +254                          |
| رمز الإنترنت                                              | .ss                           | .ke                           |
| المنطقة الزمنية                                           | ت ع م+03:00                   | ت ع م+03:00                   |

## منظمات دولية مشتركة
يشترك البلدان في عضوية مجموعة من المنظمات الدولية، منها:
| علم المنظمة | اسم المنظمة                               | تاريخ انضمام جنوب السودان | تاريخ انضمام كينيا |
| ----------- | ----------------------------------------- | ------------------------- | ------------------ |
|             | مؤسسة التنمية الدولية                     | 18 أبريل 2012             | 3 فبراير 1964      |
|             | يونسكو                                    | 27 أكتوبر 2011            | 7 أبريل 1964       |
|             | وكالة ضمان الاستثمار متعدد الأطراف        | 18 أبريل 2012             | 28 نوفمبر 1988     |
|             | الأمم المتحدة                             | 14 يوليو 2011             | 16 ديسمبر 1963     |
|             | الاتحاد البريدي العالمي                   | ?                         | ?                  |
|             | البنك الدولي للإنشاء والتعمير             | 18 أبريل 2012             | 3 فبراير 1964      |
|             | الاتحاد الدولي للاتصالات                  | 3 أكتوبر 2011             | 11 أبريل 1964      |
|             | مؤسسة التمويل الدولية                     | 18 أبريل 2012             | 3 فبراير 1964      |
|             | المركز الدولي لتسوية المنازعات الاستشارية | 18 مايو 2012              | 2 فبراير 1967      |
|             | منظمة الشرطة الجنائية الدولية             | ?                         | ?                  |
|             | الاتحاد الأفريقي                          | ?                         | 13 ديسمبر 1963     |
|             | البنك الإفريقي للتنمية                    | ?                         | ?                  |

## أعلام
هذه قائمة لبعض الشخصيات التي تربطها علاقات بالبلدين:
- أوير مابيل (لاعب كرة قدم أسترالي، 15 سبتمبر 1995[21] – )
- بيتر دينغ (لاعب كرة قدم جنوب سوداني، 12 يناير 1993[22] – )
- توماس دينغ (لاعب كرة قدم كيني، 20 مارس 1997[23] – )

## وصلات خارجية
- موقع وزارة الخارجية الجنوب سودانية
- موقع وزارة الخارجية الكينية